# Hexagenia limbata
Hexagenia limbata is een haft uit de familie Ephemeridae. De wetenschappelijke naam van de soort is voor het eerst geldig gepubliceerd in 1829 door Serville.
De soort komt voor in het Nearctisch gebied.